# 낸시 코박
낸시 코박(Nancy Kovack, 1935년 3월 11일 ~ )는 미국의 연극 배우, 영화배우, 텔레비전 배우, 모델이다.

## 영화
- 마루니드 (1969년)
- 비밀지령 (1968년)
- 사이렌서 (1966년)
- 타잔 - 마이크 헨리 편 1 (1966년)
- 배트맨 - 66년 TV 시리즈 (1966년)
- 프랭키와 자니 (1966년)
- 더 그레이트 수 매서커 (1965년)
- FBI (1965년)
- 첩보원 0011 (1964년)
- 아내는 요술쟁이 (1964년)
- 아르고 황금 대탐험 (1963년) - 메데아 역
- 페리 메이슨 (1957년)